# Maria van der Steen
Maria van der Steen is het schrijverspseudoniem van Annie Pepers. Zij werd geboren op 11 juli 1906 in het Belgische Hamont, op de grens van Nederland. Een groot deel van haar jeugd woonde ze 24 kilometer noordelijker, in het dorp Mierlo-Hout, tegenwoordig een wijk van Helmond. Ze overleed op 13 augustus 1987 in Den Haag.
Het proza van Maria van der Steen kenmerkt zich door autobiografische elementen. In Die Annie ben ik uit 1977 beschrijft zij de armoede van een Brabants gezin in de jaren voor de Tweede Wereldoorlog. Ook in Totale uitverkoop, later herwerkt tot Vechten tegen de bierkaai, komt de thematiek van de armoede en daarmee gepaard gaande onmenselijkheid terug.
In haar eerste dichtbundels beschrijft Maria van der Steen eenvoudige, alledaagse situaties die thematisch aansluiten bij haar proza. Kwelwater en Geen paniek zijn titels die dit al aangeven. Later schrijft Van der Steen meer vanuit een feministisch gezichtspunt, wat blijkt uit bundels als Twistgesprekken van een huisvrouw met God en het feit dat haar boeken verschenen bij de feministische uitgeverij Sara. De eerste bundels, die bij uitgeverij Opwenteling verschenen, werden geïllustreerd door Herman Berserik.
Maria van der Steen werkte ook mee aan enkele televisieprogramma's.
In 1987 overleed ze. Ze is begraven bij haar moeder op Openbare Begraafplaats Molenstraat te Helmond.

## Werken
Proza
- Totale uitverkoop. Roman. Den Haag; Bert Bakker, 1956.
- Balans. Roman. Vervolg op Totale uitverkoop. Den Haag/Antwerpen; Bert Bakker/De Sikkel, 1957.
- Die Annie ben ik. Baarn; Fontein; 1977.
- Vechten tegen de bierkaai. Herwerkte versie van Totale uitverkoop. Baarn; Fontein; 1979.
- Wel bij brood alleen. Herwerkte versie van Balans. Baarn; Fontein; 1979.
- Hazeleger. Amsterdam; Sara; 1982.

Poëzie
- Sintels rapen. Eindhoven; Opwenteling; 1970.
- Laat maar. Eindhoven; Opwenteling; 1971.
- Kwelwater. Eindhoven; Opwenteling; 1973.
- Geen paniek. Eindhoven; Opwenteling; 1974.
- Twistgesprekken van een huisvrouw met God. Amsterdam; De Bonte Was; 1975.
- Zeg het stamelend. Amsterdam; De Beuk; 1975.
- Altijd onderweg. Amsterdam; De Beuk; 1976.
- De onderste steen. Amsterdam; De Beuk; 1976.
- Wakker worden. Amsterdam; De Beuk; 1978.
- Een zaadbal in mijn hand. Amsterdam; De Beuk; 1980.
- Huiver. Amsterdam; Sara; 1983.
- Een brug op papier. Bloemlezing uit Sintels rapen, Laat maar, Kwelwater, Geen paniek. Samengesteld door Dorette van Kalmthout en Silva Ley. Eindhoven; Opwenteling; 1988.